# Claremorris (stacja kolejowa)
Claremorris (ang: Claremorris railway station) – stacja kolejowa w miejscowości Claremorris, w hrabstwie Mayo, w Irlandii. Znajduje się na linii Dublin – Westport/Galway Została otwarta w 1862 roku. 
Stacja jest zarządzana i obsługiwana przez Iarnród Éireann.

## Linie kolejowe
- Dublin – Westport/Galway